# Spongionella erecta
Spongionella erecta är en svampdjursart som först beskrevs av R.W. Harold Row 1911.  Spongionella erecta ingår i släktet Spongionella och familjen Dictyodendrillidae. Inga underarter finns listade i Catalogue of Life.